# Lijst van nummer 1-hits in Frankrijk in 1985
Deze hits stonden in 1985 op nummer 1 in de SNEP Single Top 50, de bekendste hitlijst in Frankrijk.
| Datum        | Artiest                              | Titel                        |
| ------------ | ------------------------------------ | ---------------------------- |
| 5 januari    | Peter & Sloane                       | Besoin de rien, envie de toi |
| 12 januari   | Peter & Sloane                       | Besoin de rien, envie de toi |
| 19 januari   | Ray Parker Jr.                       | Ghostbusters                 |
| 26 januari   | Ray Parker Jr.                       | Ghostbusters                 |
| 2 februari   | Jermaine Jackson & Pia Zadora        | When the rain begins to fall |
| 9 februari   | Jermaine Jackson & Pia Zadora        | When the rain begins to fall |
| 16 februari  | Ray Parker Jr.                       | Ghostbusters                 |
| 23 februari  | Jermaine Jackson & Pia Zadora        | When the rain begins to fall |
| 2 maart      | Ray Parker Jr.                       | Ghostbusters                 |
| 9 maart      | Al Corley                            | Square rooms                 |
| 16 maart     | Al Corley                            | Square rooms                 |
| 23 maart     | Al Corley                            | Square rooms                 |
| 30 maart     | Jeanne Mas                           | Johnny, Johnny               |
| 6 april      | Jeanne Mas                           | Johnny, Johnny               |
| 13 april     | Al Corley                            | Square rooms                 |
| 20 april     | Jeanne Mas                           | Johnny, Johnny               |
| 27 april     | Jeanne Mas                           | Johnny, Johnny               |
| 4 mei        | USA for Africa                       | We are the world             |
| 11 mei       | USA for Africa                       | We are the world             |
| 18 mei       | USA for Africa                       | We are the world             |
| 25 mei       | Chanteurs Sans Frontières            | Éthiopie                     |
| 1 juni       | Chanteurs Sans Frontières            | Éthiopie                     |
| 8 juni       | Chanteurs Sans Frontières            | Éthiopie                     |
| 15 juni      | Chanteurs Sans Frontières            | Éthiopie                     |
| 22 juni      | Chanteurs Sans Frontières            | Éthiopie                     |
| 29 juni      | Chanteurs Sans Frontières            | Éthiopie                     |
| 6 juli       | Chanteurs Sans Frontières            | Éthiopie                     |
| 13 juli      | Chanteurs Sans Frontières            | Éthiopie                     |
| 20 juli      | Opus                                 | Live is life                 |
| 27 juli      | Opus                                 | Live is life                 |
| 3 augustus   | Opus                                 | Live is life                 |
| 10 augustus  | Opus                                 | Live is life                 |
| 17 augustus  | Opus                                 | Live is life                 |
| 24 augustus  | Opus                                 | Live is life                 |
| 31 augustus  | Opus                                 | Live is life                 |
| 7 september  | Baltimora                            | Tarzan boy                   |
| 14 september | Baltimora                            | Tarzan boy                   |
| 21 september | Baltimora                            | Tarzan boy                   |
| 28 september | Baltimora                            | Tarzan boy                   |
| 5 oktober    | Baltimora                            | Tarzan boy                   |
| 12 oktober   | Century                              | Lover why                    |
| 19 oktober   | Century                              | Lover why                    |
| 26 oktober   | Century                              | Lover why                    |
| 2 november   | Century                              | Lover why                    |
| 9 november   | Century                              | Lover why                    |
| 16 november  | Century                              | Lover why                    |
| 23 november  | Century                              | Lover why                    |
| 30 november  | Jean-Jacques Goldman & Michael Jones | Je te donne                  |
| 7 december   | Jean-Jacques Goldman & Michael Jones | Je te donne                  |
| 14 december  | Jean-Jacques Goldman & Michael Jones | Je te donne                  |
| 21 december  | Jean-Jacques Goldman & Michael Jones | Je te donne                  |
| 28 december  | Jean-Jacques Goldman & Michael Jones | Je te donne                  |